# (20568) Migaki
(20568) Migaki (1999 RC130) – planetoida z pasa głównego asteroid okrążająca Słońce w ciągu 3,79 lat w średniej odległości 2,43 j.a. Odkryta 9 września 1999 roku.